# Tobias Regner
Tobias Regner (* 5. srpna 1982 Teisendorf, Bavorsko) je německý zpěvák.
Proslavil se jako vítěz třetí řady soutěže Deutschland sucht den Superstar (Německo hledá SuperStar), kterou vysílala od listopadu 2005 do března 2006 německá televizní stanice RTL.

## Alba
1. Deutschland sucht den Superstar: Love Songs (Sampler [česky: výběr]) (2006)
2. Straight (28. dubna 2006)